# Xavier Gens

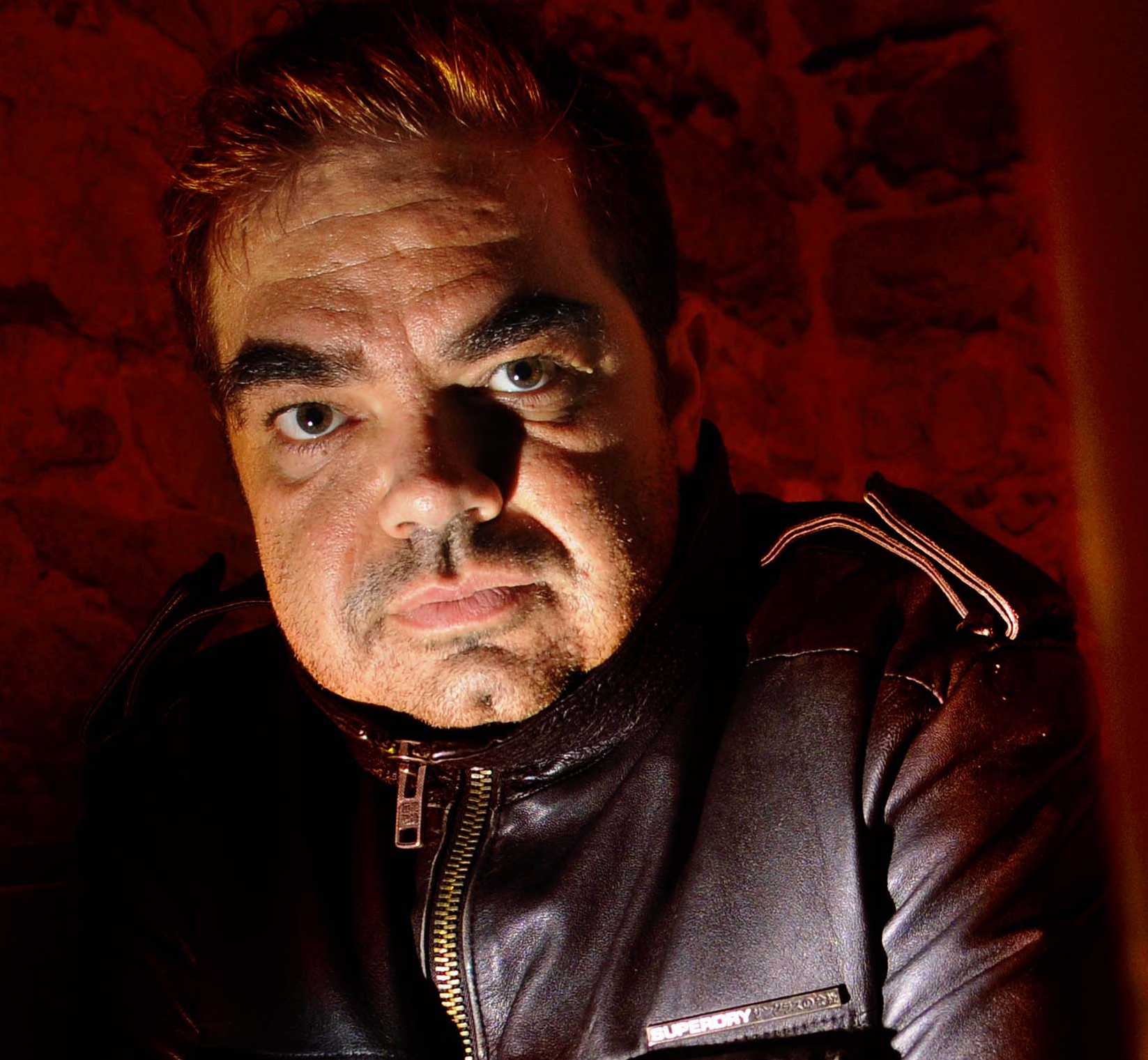
Xavier Gens (2011)

Xavier Gens (* 27. April 1975 in Dünkirchen, Frankreich) ist ein französischer Filmregisseur und Drehbuchautor.

## Leben
Xavier Gens besuchte keine Filmhochschule, sondern erlangte seine Kenntnisse als Praktikant und Assistent bei diversen Filmproduktionen. Es folgten erste selbstgedrehte Werbespots und Kurzfilme. Mit Au petit matin gewann er auf dem Filmfestival von Cognac 2006 den Preis als bester Kurzfilm. Mit seinem ersten abendfüllendem Film Frontier(s) – Kennst du deine Schmerzgrenze?, für den er auch das Drehbuch schrieb, erregte er internationales Aufsehen. Nicht zuletzt diesem Aufsehen und der Fürsprache Luc Bessons, der als Co-Produzent bei Frontière(s) tätig war, verdankte er auch den Regieposten bei der Videospielverfilmung von Hitman – Jeder stirbt alleine.

## Filmografie (Auswahl)
- 2000: BTK - Born to Kast (Kurzfilm)
- 2005: Au petit matin (Kurzfilm)
- 2006: Frontier(s) – Kennst du deine Schmerzgrenze? (Frontière(s))
- 2007: Hitman – Jeder stirbt alleine (Hitman)
- 2009: Les incroyables aventures de Fusion Man
- 2011: The Divide – Die Hölle sind die anderen (The Divide)
- 2012: The ABCs of Death
- 2014: Crossing Lines (Fernsehserie, 3 Folgen)
- 2017: Cold Skin – Insel der Kreaturen (Cold Skin)
- 2017: The Crucifixion
- 2018: Budapest
- 2020: Gangs of London (Fernsehserie, 3 Folgen)
- 2023: Farang – Schatten der Unterwelt (Farang)
- 2024: Im Wasser der Seine (Sous la Seine)